# Matthew Rotherham
Matthew Rotherham, MBE, (* 7. Dezember 1994 in Bolton) ist ein britischer Radsportler und Paracycling-Pilot.

## Sportliche Laufbahn
Im Alter von 16 Jahren wurde Matthew Rotherham britischer Meister der Elite im 1000-Meter-Zeitfahren. Bei den Junioren errang er die Titel in derselben Disziplin und im Keirin. Im Jahr darauf wurde er im portugiesischen Sangalhos Junioren-Europameister im Zeitfahren und gewann Silber in Sprint und Keirin.
Ab 2017 war Rotherham hauptsächlich im Paracycling aktiv. So wurde er 2017 als Tandem-Pilot von James Ball Weltmeister in Sprint und Zeitfahren. 2018 siegte er mit Neil Fachie in diesen beiden Disziplinen bei den Commonwealth Games, ebenso bei den Bahnweltmeisterschaften im selben Jahr. Bei den Paracycling-Bahnweltmeisterschaften 2019 im niederländischen Apeldoorn gewannen Rotherham und Fachie Gold im Sprint und Silber im Zeitfahren.
2019 wurde Rotherham erneut britischer Meister im Zeitfahren. 2021 errang er als Pilot von Neil Fachie bei den Sommer-Paralympics in Tokio mit Neil Fachie Gold. Im Jahr darauf gewann er bei den Commonwealth Games in London als Pilot von James Ball Gold im Zeitfahren und Silber im Sprint.

## Ehrungen
Bei den New Year Honours 2022 wurde Rotherham für seine Verdienste um den Radsport zum Member of the Order of the British Empire (MBE) ernannt.

## Erfolge

### Bahn
2011
- Britischer Meister – 1000-Meter-Zeitfahren
- Britischer Junioren-Meister – Keirin, 1000-Meter-Zeitfahren

2012
- Junioren-Europameister – 1000-Meter-Zeitfahren
- Junioren-Europameisterschaft – Sprint, Keirin

2019
- Britischer Meister – 1000-Meter-Zeitfahren

### Paracycling (Klasse B)
2017
- Weltmeister – Sprint, Zeitfahren (als Pilot von James Ball)

2018
- Weltmeister – Sprint, Zeitfahren (als Pilot von Neil Fachie)
- Sieger bei Commonwealth Games – Sprint, Zeitfahren (als Pilot von Neil Fachie)

2019
- Weltmeister – Sprint (als Pilot von Neil Fachie)
- Weltmeisterschaft – Zeitfahren (als Pilot von Neil Fachie)

2020
- Weltmeister – Zeitfahren (als Pilot von Neil Fachie)
- Weltmeisterschaft – Sprint (als Pilot von Neil Fachie)

2021
- Sommer-Paralympics – Zeitfahren (als Pilot von Neil Fachie)
- Sieger bei Commonwealth Games – Zeitfahren (als Pilot von James Ball)
- Commonwealth Games – Sprint (als Pilot von James Ball)

2022
- Weltmeister – Sprint, Zeitfahren (als Pilot von Neil Fachie)
- Commonwealth-Games-Sieger – Zeitfahren (als Pilot von James Ball)
- Commonwealth Games – Sprint (als Pilot von James Ball)

2023
- Weltmeister – Sprint, Zeitfahren (als Pilot von Neil Fachie), Teamsprint (Mixed) (mit Neil Fachie, Elizabeth Jordan und Amy Cole)

2024
- Sommer-Paralympics – 1000-Meter-Zeitfahren (als Pilot von Neil Fachie)